# Kajóvskaya (Metro de Moscú)
Kajóvskaya (del ruso: Кахо́вская) es una cerrada temporalmente estación del metro de Moscú en la línea Kajóvskaya.

## Imágenes de la estación

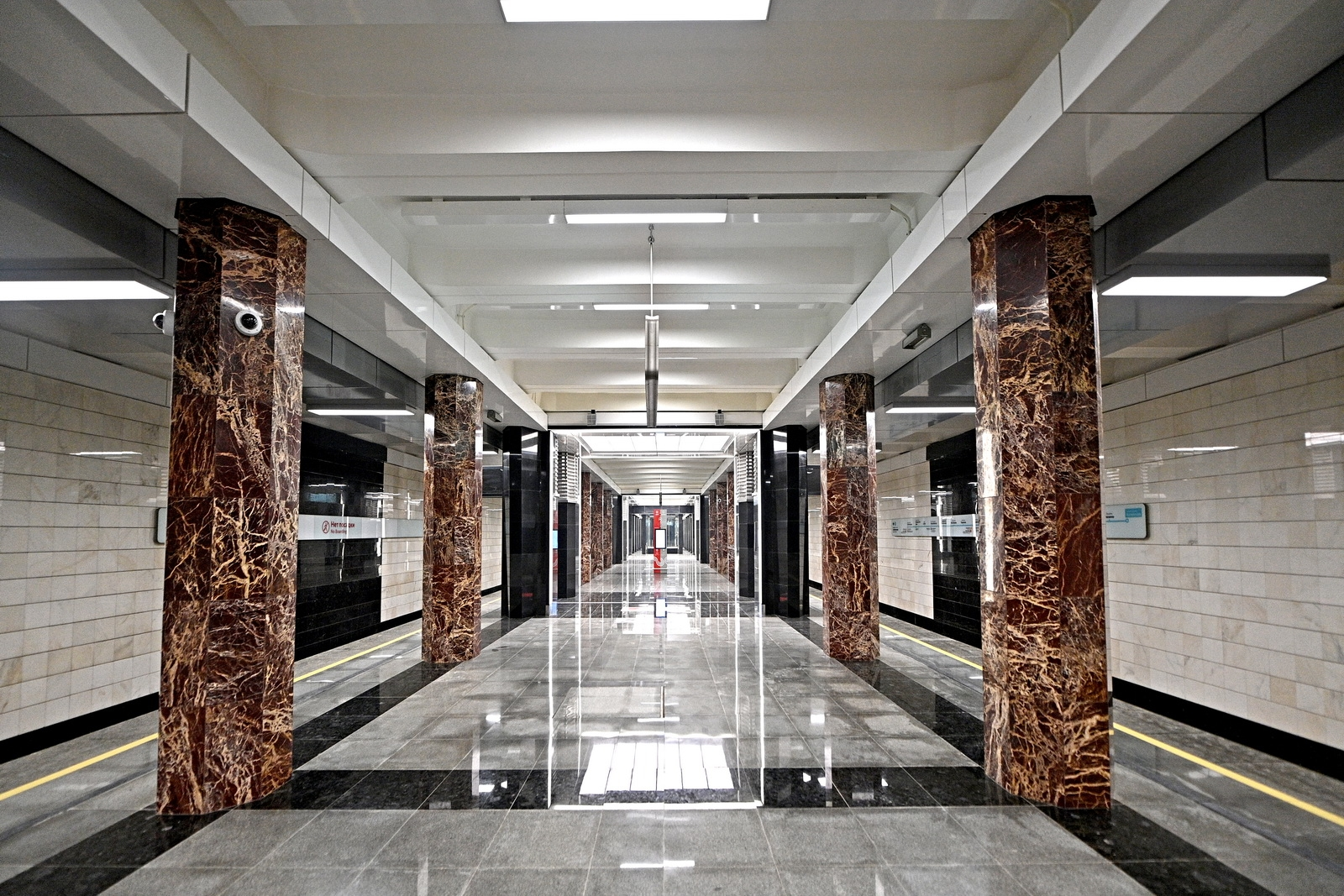
Estación de metro Kajóvskaya Vista general

- Datos: Q2720409
- Multimedia: Kakhovskaya (Moscow Metro) / Q2720409